# Дачный (Новгородская область)
Да́чный — посёлок в Маловишерском районе Новгородской области России. Входит в состав Большевишерского городского поселения.

## География
Посёлок находится в северной части Новгородской области, в подзоне южной тайги, к востоку от автодороги 49К-13п2, на расстоянии примерно 16 км (по прямой) к северо-западу от города Малая Вишера, административного центра района. Абсолютная высота — 52 м над уровнем моря.

### Климат
Климат района характеризуется как умеренно континентальный, влажный, с продолжительной многоснежной зимой и относительно тёплым летом. Средняя многолетняя температура самого холодного месяца (января) составляет −9,2 °С (абсолютный минимум — −48 °C); самого тёплого месяца (июля) — 17 °C (абсолютный максимум — 35 °С). Тёплый период длится в среднем 215 дней, начиная с апреля. Устойчивые морозы устанавливаются в первых числах декабря и прекращаются в конце первой декады марта. Среднегодовое количество осадков составляет 731 мм, из которых большая часть выпадает в тёплый период.

### Часовой пояс
Посёлок Дачный, как и вся Новгородская область, находится в часовой зоне МСК (московское время). Смещение применяемого времени относительно UTC составляет +3:00.

## Население
| 2010 |
| ---- |
| 18   |

### Национальный состав
Согласно результатам переписи 2002 года, в национальной структуре населения русские составляли 96 % из 97 чел.